# Cheick Tidiane Seck
Cheick Tidiane Seck (Ségou, 11 december 1953) is een Malinese toetsenist, arrangeur en componist.

## Biografie
Seck is afkomstig uit een muzikantenfamilie. Hij behoorde tijdens de jaren 1970 naast Mory Kanté en Salif Keïta tot de legendarische Rail Band, die in het Buffet de l'Hotel de la Gare in Bamako thuis was. In 1978 migreerde hij met een deel van de band naar Abidjan, daarna verhuisde hij naar Parijs, waar hij sinds 1985 werkzaam is. Hij trad daar op met muzikanten als Keïta, Fela Kuti en Youssou N'Dour, later ook met Manu Dibango, Oumou Sangaré, Toumani Diabaté, Amadou & Mariam en Bassekou Kouyaté. Ook schreef hij filmmuziek en bracht hij albums uit onder zijn eigen naam. Daarnaast staan samenwerkingen met de jazzmuzikanten Hank Jones (Sarala, 1995), Dee Dee Bridgewater (Red Earth) en Graham Haynes (Griot Footsteps) en met rockmuzikanten als Damon Albarn (Rocket Juice & the Moon).

## Discografie
- 2003: MandinGroove
- 2008: Sabaly
- 2013: Guerrier

## Filmografie
- 1991: Laada (componist)
- 1995: Das Verbot (componist)
- 2003: Tasuma (componist)
- 2006: Cocody Johnny (vertolker)
- 2011: Toiles d'araignées (componist)